# Enhörning
För andra betydelser, se Enhörning (olika betydelser).

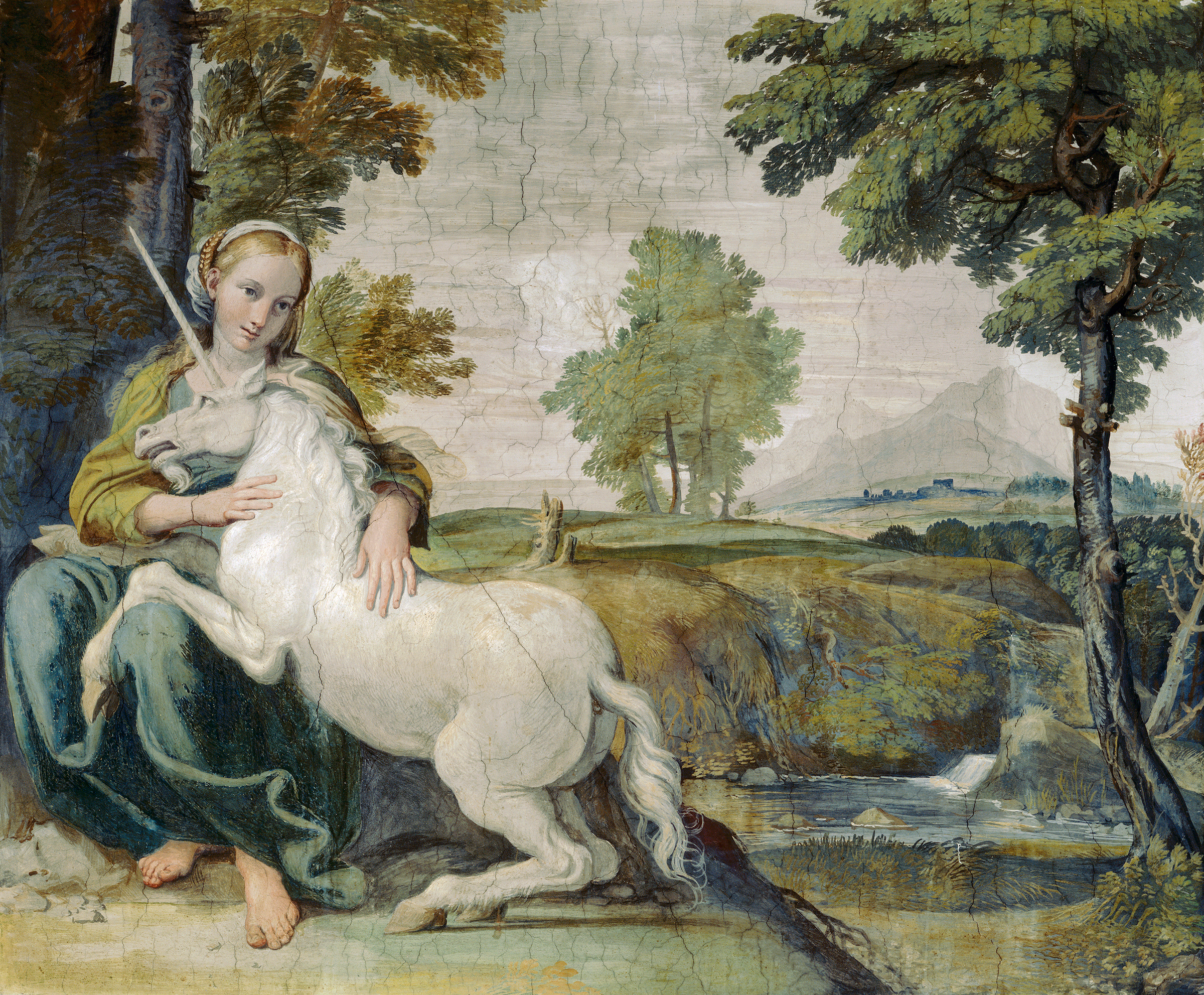
Enhörning på en fresk i Palazzo Farnese, antagligen målad av Domenichino, runt 1602. Bilden ger uttryck för den vanliga föreställningen att endast en oskuldsfull jungfru kan tämja fabeldjuret.

Storbritanniens statsvapen med en enhörning som sköldhållare.

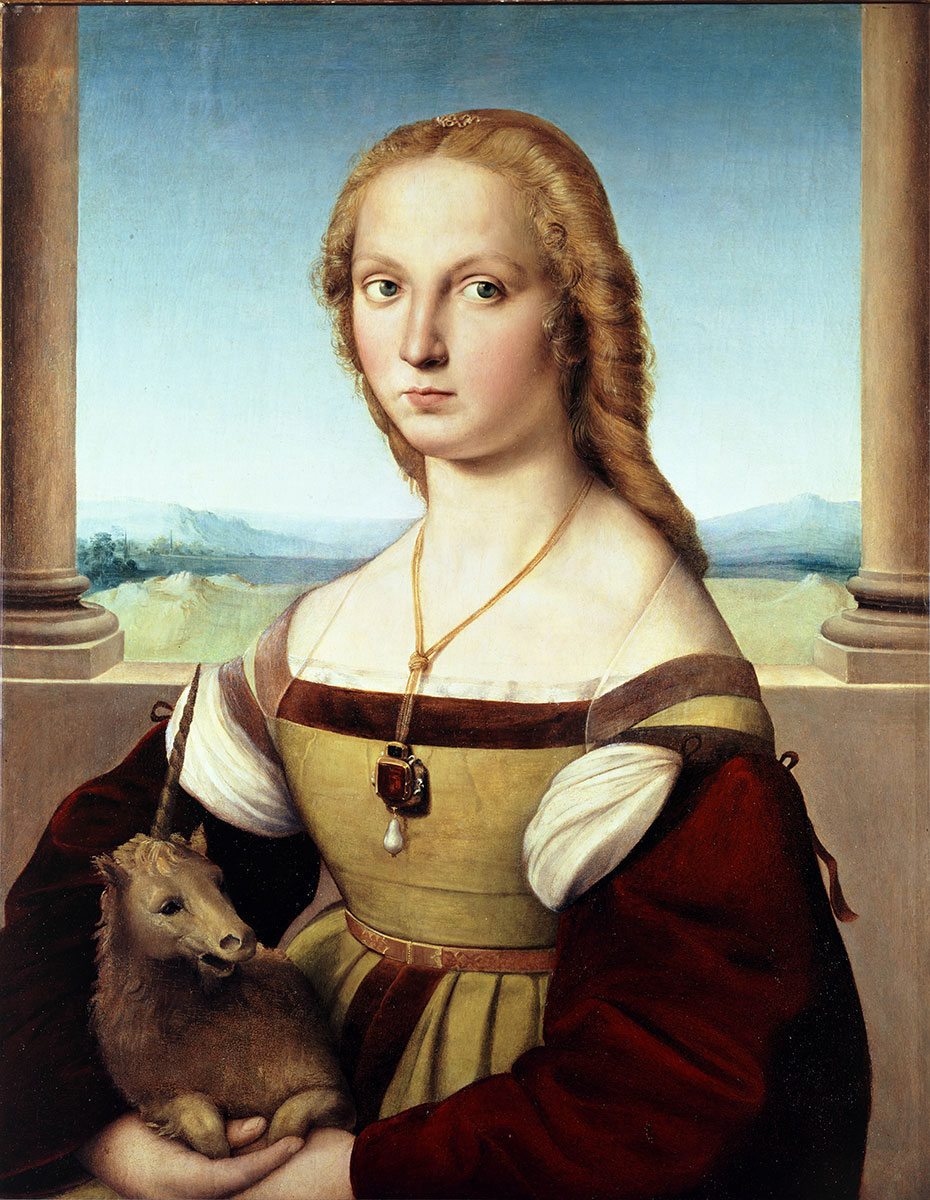
Porträtt av en jungfru med en enhörning i famnen, av Rafael.

En enhörning är ett mytologiskt väsen, oftast avbildad som en vacker häst med ett spiralvridet horn i pannan. Enhörningen avbildades även ofta med både djupgående religiösa och symboliska attribut, samt var ett föremål för en mångfald legender sedan före medeltiden. Enhörningen omtalas redan av antikens lärde som Aristoteles, Claudius Aelianus och Plinius den äldre. På latin kallas djuret unicornis, på grekiska μονόκερος (monókeros).
Den vanligaste avbilden av en enhörning är en vit häst med ett vridet horn i pannan och frodig man, svans och hovskägg. Horn, hår, och hovar är ofta gyllene. Enhörningar skulle vara stolta men mycket skygga och var fruktade för sin förmåga att slåss mot sina fiender. De kunde även telepatiskt avgöra om någon var ett hot mot honom eller mot dess härskare. I Orienten avbildades enhörningen oftare med getskägg, klövar och som ett mellanting mellan häst och get.
Bakgrunden till myten kan ha varit ett verkligt djur som för resenärer förefallit exotiskt. Den grekiska historikern och läkaren Ktesias nämner på 400-talet f.Kr. att han trodde att enhörningen bodde i Indien och liknade en vildåsna, men var lika stor som en häst, med vit kropp, mörkrött huvud, blåa ögon och ett enda horn. Denna beskrivning härstammade dock troligast från resandes berättelser om vildåsnor och ett slags noshörning som förut existerade i Indien. Andra författare förlägger enhörningen till Afrika, och en antilop kan då kanske ha tjänat som förebild. Den arabiska oryxantilopen (Oryx leucoryx) har sådana spiralvridna horn som enhörningen avbildas med.
Enhörningen har även använts inom heraldiken. Det mest kända exemplet är Storbritanniens statsvapen, som på höger sida har en sköldhållare i form av en enhörning. Djuret representerar den skotska kungaätten, medan lejonet representerar den engelska. I Skottlands statsvapen finns endast två enhörningar som sköldhållare. Enhörningen återfinns även i några svenska adelsätters vapen, som Enhörning, Snoilsky, Schletzer, Breitholtz och Dellingshausen.

## Enhörningens horn
Enligt legenderna och myterna hade själva hornet på enhörningen ofta magiska krafter, bland annat att hela, rena och väcka liv i de döda. I en del beskrivningar hade hornet vit botten, svart mitt och en vass, röd spets. En medeltida saga berättar hur enhörningen doppade sitt horn i en förgiftad damm för att rena vattnet och gav på så sätt djuren i skogen ett vattenhål att dricka ur. Detta kan ha varit upphovet till att kungliga och adeln drack ur bägare formade till enhörningens horn för att skydda sig mot att bli förgiftade. Ända fram till 1600-talet förekom det att narvalständer såldes som horn av enhörningar i Europa för mycket höga priser.
Det finns också uppgifter om att hornet har en mörk botten, och blir ljusare och ljusare. I roten av hornet ska det sitta ett litet märke, som ser inristat ut.
Enligt legenderna och myterna var hornen eftertraktade på grund av sina egenskaper. Men enhörningar sågs ofta som otillgängliga och att ingen människa kunde fånga dem eller tämja dem. En annan medeltida berättelse är historien om hur en enhörning fångades av en ung jungfru. Jungfrun skulle sitta under ett träd i skogen för att enhörningen skulle närma sig henne, lockad av doften av renhet. Den skulle då lägga sig ner med huvudet i hennes knä och somna. Därefter skulle hon skära av hornet och lämna enhörningen till jägarnas hundar.

## Enhörningens symbolik

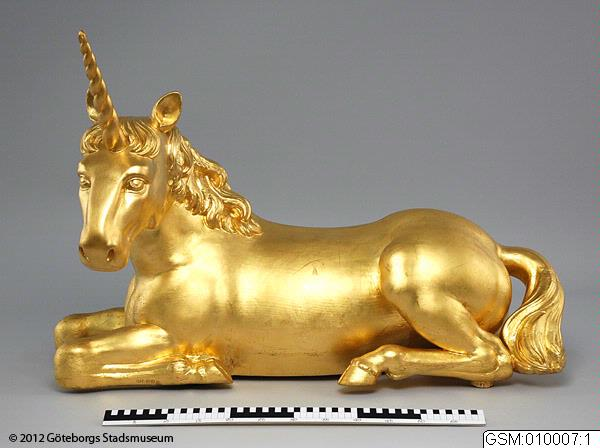
Enhörning av trä från Apoteket Enhörningen i Göteborg.

Enhörningen har kommit att symbolisera inte bara sagornas värld utan även skönhet och oskuldsfullhet. Under senantiken uppkom föreställningen att enhörningen endast kan fångas av en oskuldsfull jungfru, möjligen inspirerat av Plinius uppgift att den "icke låter sig fångas levande". I kristen symbolik har enhörningen behållits som symbol för renhet och för den obefläckade avlelsen. Ofta avbildas Jungfru Maria med en enhörning i famnen med denna symbolik, och sådana bilder finns även i flera svenska kyrkomålningar. Andra motiv visar enhörningen dödande en orm med ena framhoven. Till de medeltida föreställningarna hör även att enhörningens horn skulle ha magiska läkedomsegenskaper, kunna rena dricksvatten och neutralisera gifter.
Enhörningen har även kommit att symbolisera avhållsamhet och livet i kloster då den inte lever i flock. Enhörningen står även för att allt det goda du sår får du igen. Enhörningen har även i vissa folksagor stått för kärlek. Det sades under renässansen att enhörningarna inte lämnade hovspår efter sig utan istället lämnade de spår av små hjärtan.
I Talmud ägnar sig flera rabbiner åt frågan vad som hände med enhörningen (Re'em) i samband med syndafloden. Trots att djuret var för stort (lika stort som berget Tabor) för att rymmas i själva arken sägs det ha överlevt, genom att sitta fastbundet på utsidan av och/eller halvt inuti arken. I andra kommentarer omnämns enhörningen (här kallad ha-unicornius istället för Re'em) slåss mot lejon (Jung: 1972: 535-541)

## Enhörningen inom andra mytologier
Legenden om enhörningen har främst existerat i västerländska sagor och myter. I österländska legender förekommer ett fabeldjur som ofta förväxlas med en typisk västerländsk enhörning, kallad Qilin eller Kirin. Kirinen avbildas ofta med ett bakåtsvept horn, vilket möjligen är skälet till att qílín i översättningar från öst till väst ofta felaktigt likställs med enhörningen.
Ett annat fabeldjur som påminner mycket om enhörningen är den Indrik som förekommer i rysk mytologi. Indriken fick sitt namn efter en förvridning av enhörningens namn och avbildades ofta som en stor tjur med ett hästhuvud. Den hade även två horn i pannan eller ett horn på nosen vilket gjort att den ofta förväxlats med enhörningen. Indriken var kung över alla andra djur och vattnets härskare. Han bodde på det heliga berget och enligt legenden skakade marken när han rörde sig.

## Enhörningen idag
Idag är enhörningen ett sagoväsen i myter och sagoböcker för barn även om symboliken håller i sig. Enhörningar avbildas oftast som kritvita hästar med ett vridet horn i pannan som antingen är vitt eller av äkta guld. I sagor för barn avbildas oftast enhörningen som ett snällt djur, med magiska krafter som man kan få se bara man är tillräckligt god.
Enhörningen kan idag ses i stor del i populärkulturen. I populärkultur kan vi hitta dem i fantasyfilmer, serier och böcker. Som bland annat den kända ”Sagan om enhörningen”, i Narnia, Harry Potter-världen och Alice i Underlandet. Serien ”My Little Pony Friendship is Magic” sägs också vara inflytelserik för enhörningstrendens popularitet. Speciellt seriens protagonist Twilight Sparkle, en prinsessa och enhörning som kan förvandlas till en alicorn, vilket är en blandning av en enhörning och en Pegasus. Enhörningar är också populära motiv och teman för olika produkter som enhörning smink, skönhetsprodukter eller leksaker.
Enhörningstrendens estetik är karaktäriserad av pastellfärger, regnbågar och glitter. Enhörningar representerar också hopp och positivitet. Trenden har helt klart tagit över både matvärlden och make-up världen med pastellfärger och glitter. Visuell kultur är en stor del av sociala medier som Instagram, Pinterest och Youtube. Eftersom enhörningstrenden är så extremt visuell har den verkligen slagit igenom på sociala medier. Enhörningar har blivit en symbol för glädje, kreativitet och fantasi på sociala medier, och många har hoppat på trenden genom att skapa enhörningsprodukter och innehåll.